# Colletoecema magna
Colletoecema magna är en måreväxtart som beskrevs av Bonaventure Sonké och Steven Dessein. Colletoecema magna ingår i släktet Colletoecema och familjen måreväxter.
Artens utbredningsområde är Kamerun. Inga underarter finns listade i Catalogue of Life.